# Maik Walpurgis
Maik Walpurgis (* 9. Oktober 1973 in Herford) ist ein deutscher Fußballtrainer. Vom 11. September 2018 bis zum 24. Februar 2019 war er Trainer des Zweitligisten Dynamo Dresden.

## Trainerkarriere
Walpurgis spielte im Jugendbereich, konnte jedoch bereits im Alter von 18 Jahren nach wiederholten Verletzungen seine aktive Karriere als Fußballspieler nicht fortsetzen und schlug stattdessen eine Laufbahn als Trainer ein. Zunächst nahm Walpurgis seine Arbeit im Nachwuchs-Leistungsbereich auf, bevor er im Alter von 26 Jahren in den Seniorenbereich wechselte.
Walpurgis trat seinen ersten Trainerposten im Juli 1992 beim SC Herford an, bei dem er bis Juni 1998 als Jugendtrainer tätig war. Danach betreute er die U19-Mannschaft des damaligen Zweitligisten FC Gütersloh. Mit der U19 wurde er Westfalenmeister und stieg in die Regionalliga auf. Aufgrund der Insolvenz des Vereins verließ er diesen im Dezember 1999. Ab Januar 2000 trainierte er mit dem SV Enger-Westerenger erstmals einen Verein im Herrenbereich, mit dem er im Jahr 2001 in die Verbandsliga Westfalen aufstieg. Im Sommer 2002 kehrte er nach Gütersloh zurück, wo er diesmal die erste Mannschaft des FC Gütersloh 2000, dem Nachfolgerverein des FC Gütersloh, übernahm. Ab der Saison 2003/2004 übernahm er das Traineramt bei der zweiten Mannschaft von Arminia Bielefeld. Direkt im ersten Jahr wurde er mit seiner Mannschaft Oberligameister und stieg in die Regionalliga Nord auf. Sein Vertrag dort lief ursprünglich bis Juni 2005, jedoch legte Walpurgis im Januar 2005 seinen Posten nieder, da er das Gefühl hatte, nicht die volle Unterstützung des Vereins zu bekommen.
Im September 2008 wurde Maik Walpurgis Trainer der Sportfreunde Lotte, mit denen er in den folgenden Jahren um die oberen Tabellenplätze der Regionalliga West mitspielte und vier Saisons hintereinander in den Top drei abschloss. In der Saison 2008/09 erreichte die Mannschaft das Finale des Westfalenpokals, woraufhin sie in der folgenden Saison 2009/2010 am DFB-Pokal teilnehmen durfte. In der Saison 2012/13 wurde Walpurgis mit Lotte Meister der Regionalliga West, scheiterte jedoch in den folgenden Aufstiegsspielen zur 3. Liga an RB Leipzig. Trotz bestehenden Vertrages in Lotte vollzog Walpurgis zur Saison 2013/14 den Wechsel zum Drittligisten VfL Osnabrück. Dabei berief sich Walpurgis auf eine mündlich zugesicherte Ausstiegsoption. Die Sportfreunde Lotte waren jedoch nicht bereit, ihren Trainer freizugeben, was zu einer juristischen Auseinandersetzung führte, die durch eine Einigung der Vereine beigelegt wurde. Im August 2015 trennte sich Osnabrück nach einem schwachen Start in die Drittligasaison 2015/16 von Walpurgis.
Der abstiegsbedrohte Bundesligist FC Ingolstadt 04 verpflichtete Walpurgis am 12. November 2016 als Nachfolger des kurz zuvor entlassenen Cheftrainers Markus Kauczinski; Walpurgis konnte den Gang in die Zweitklassigkeit jedoch nicht verhindern. Am 22. August 2017 wurde er nach einem missglückten Start in die Zweitliga-Saison 2017/18 entlassen.
Am 11. September 2018 wurde Walpurgis als Nachfolger von Uwe Neuhaus neuer Cheftrainer von Dynamo Dresden. Sein Engagement endete nach 166 Tagen; der Verein trennte sich am 24. Februar 2019 von ihm.

## Erfolge
FC Gütersloh
- 1998: Westfalenmeister und Aufstieg in die Regionalliga U19

SV Enger-Westenenger
- 2001: Landesligameister und Aufstieg in die Verbandsliga

DSC Arminia Bielefeld (U23)
- 2003: Oberligameister und Aufstieg in die Regionalliga Nord

Sportfreunde Lotte
- 2009: Vize-Verbandspokalsieger und Qualifikation für den DFB-Pokal
- 2013: Meisterschaft der Regionalliga West

VfL Osnabrück
- 2015: NFV-Pokalsieg und Qualifikation DFB-Pokal